# Dylan Bibic
Dylan Bibic (Mississauga, 3 de agosto de 2003) es un deportista canadiense que compite en ciclismo en las modalidades de pista y ruta.
Ganó tres medallas en el Campeonato Mundial de Ciclismo en Pista, entre los años 2022 y 2024.
Participó en los Juegos Olímpicos de París 2024, ocupando el séptimo lugar en la prueba de persecición por equipos.

## Medallero internacional
| Campeonato Mundial | Campeonato Mundial      | Campeonato Mundial | Campeonato Mundial |
| Año                | Lugar                   | Medalla            | Competición        |
| ------------------ | ----------------------- | ------------------ | ------------------ |
| 2022               | Saint-Quentin (Francia) | Medalla de oro     | Scratch            |
| 2023               | Glasgow (Reino Unido)   | Medalla de plata   | Eliminación        |
| 2024               | Ballerup (Dinamarca)    | Medalla de bronce  | Eliminación        |